# Rendsburg (Schiffstyp)
Der Typ Rendsburg ist ein Serienfrachtschiffstyp der Schiffswerft & Maschinenfabrik Paul Lindenau in Kiel und der Nobiskrug-Werft in Rendsburg. In den Jahren 1969 bis 1975 entstanden 21 dieser Liberty-Ersatzschiffe.

## Geschichte

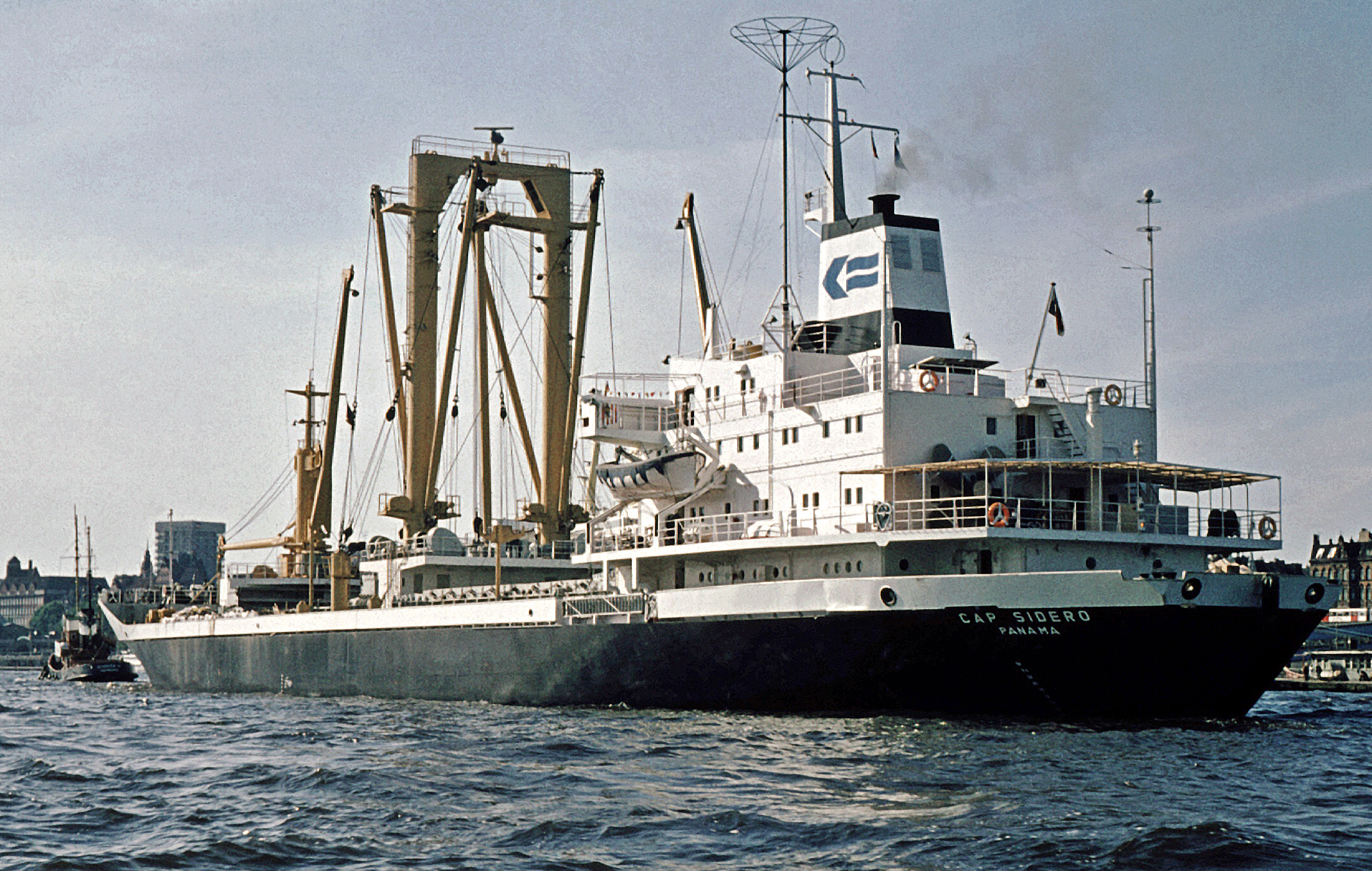
Cap Sidero aus der bei Nobiskrug erbauten Cap Sunion-Klasse (1973 in Hamburg)

In der Trampschifffahrt fuhren Mitte der 1960er Jahre noch ungefähr 700 der insgesamt etwa 3300 produzierten Liberty- und Victory-Standardfrachter sowie einige andere während des Zweiten Weltkriegs gebauten Frachtschiffe in der damaligen Welthandelsflotte. Sogar die jüngsten von ihnen waren inzwischen 20 Jahre und älter, und so stellte sich sowohl den Reedereien als auch den Werften die Frage eines Ersatzes dieser Schiffe, welche in absehbarer Zeit das Ende ihrer Einsatzdauer erreicht haben würden.
Die großen Umwälzungen im Seeschiffsverkehr, hervorgerufen durch das Erscheinen von Containerschiffen und Massengutfrachtern, welche die Stückgutschiffe später nahezu vollständig ersetzen würden, waren zu diesem Zeitpunkt noch nicht als solche vorhersehbar, so dass das klassische Stückgutschiff, welches in der damaligen Form seit der Jahrhundertwende mit verhältnismäßig wenigen Änderungen gebaut wurde, noch immer aktuell erschien.
Auch die Lindenau-Werft konzipierte Ende der 1960er Jahre einen Schiffsentwurf als Ersatz für die damals alternde Flotte der Liberty-Frachter und Victory-Schiffe. Um auch größere Serien anbieten zu können, ging sie eine Kooperation mit der Nobiskrug-Werft ein.
Hergestellt wurde die Serie von 1969 bis Mitte der 1970er Jahre in 21 Einheiten, sieben bei Lindenau und vierzehn bei Nobiskrug. Eingesetzt werden die Schiffe vorwiegend in der weltweiten Trampfahrt, aber auch Linienreedereien bestellten zahlreiche Exemplare. Am bekanntesten dürften hierbei die sechs baugleichen Schiffe der Cap-Sunion-Serie für die Reedereien Sartori & Berger und die Hamburg-Süd gewesen sein. Die einzelnen Schiffe sind je nach Version durch die Länge, Motoren mit 4000 oder 5500 PS Leistung, die Ausrüstung mit verschiedenen Kombinationen von Lade- und Schwergutgeschirr, bzw. Kränen und anderen Besonderheiten auf den jeweiligen Einsatz abgestimmt.
Die Frachter hatten überwiegend lange Betriebszeiten in erster Hand und blieben teilweise bis zum Ende der 1990er Jahre in deutscher Bereederung. Erst am 21. August 1998 wurde mit der Hapag-Lloyd Amazonas das letzte Schiff ins Ausland verkauft. Auch in zweiter Hand waren die Schiffe meist lange in Fahrt, so traf die ehemalige Cap Sunion erst am 25. Mai 2011 in Aliaga zum Abbruch ein.